# Miarinarivo (Andilamena)
Miarinarivo è una città e comune del Madagascar situata nel distretto di Andilamena, regione di Alaotra Mangoro. 
La popolazione del comune rilevata nel censimento 2001 era pari a 13 964 unità.